# Contea di Macon (Georgia)
La contea di Macon (in inglese Macon County) è una contea dello Stato della Georgia, negli Stati Uniti. La popolazione al censimento del 2000 era di 14 074 abitanti. Il capoluogo di contea è Oglethorpe.